# Всеобщие выборы в Коста-Рике (1982)
Всеобщие выборы в Коста-Рике проходили 7 февраля 1982 года. На них избирались президент Коста-Рики, два вице-президента и 57 депутатов Законодательного собрания. Луис Альберто Монхе от Партии национального освобождения был избран президентом Коста-Рики. На парламентских выборах его партия также одержала победу. Явка составила 78,6 %.

## Избирательная кампания
Из-за глубокого экономического кризиса и напряженности в отношениях с никарагуанским диктатором Анастасио Сомосой из-за поддержки президентом Коста-Рики Родриго Карасо никарагуанского Сандинистского фронта национального освобождения правительство Карасо было крайне непопулярно в стране. Это напрямую привело к низкой популярности партии Карасо Коалиция единства и её кандидата Рафаэля Анхеля Кальдерона Фурнье, что обеспечило Партии национального освобождения и её кандидату лидеру профсоюза и фермеру Луису Альберто Монхе убедительную победу и крупнейшую (33 депутата) парламентскую фракцию в истории партии. Тем не менее, Коалиция единства оставалась второй партией с наибольшим количеством голосов на выборах, поскольку Кальдерон смог привлечь традиционные и очень лояльные голоса кальдеронистов. Кризис был также полезен для левых, поскольку они добились исторического высокого числа голосов и четырёх мест в парламенте (самая большая группа с 1948 года). Доктор Родриго Гутьеррес вновь выставлял свою кандидатуру от партии Объединённый народ. Другим кандидатом был бывший президент Марио Эчанди от консервативного и антикоммунистического Национального движения, но кандидатура Эчанди получила почти столько же голосов, сколько Гутьеррес (по 3 % каждый), по мнению некоторых, из-за его неспособности понять современность, когда личного богатства и высокого семейного происхождения было недостаточно для победы на выборах.

## Результаты

### Президентские выборы
| Кандидат                             | Кандидат                             | Партия                               | Голосов   | %    |
| ------------------------------------ | ------------------------------------ | ------------------------------------ | --------- | ---- |
|                                      | Луис Альберто Монхе Альварес         | Партия национального освобождения    | 568 374   | 58,8 |
|                                      | Рафаэль Анхель Кальдерон Фурнье      | Коалиция единства                    | 325 187   | 33,6 |
|                                      | Марио Эчанди Хименес                 | Национальное движение                | 37 127    | 3,8  |
|                                      | Родриго Гутьеррес Саэнс              | Объединённый народ                   | 32 186    | 3,3  |
|                                      | Эдвин Чакон Мадригал                 | Независимая партия                   | 1 955     | 0,2  |
|                                      | Эдвин Ретава Чавес                   | Демократическая партия               | 1 747     | 0,2  |
| Недействительных/пустых бюллетеней   | Недействительных/пустых бюллетеней   | Недействительных/пустых бюллетеней   | 25,103    | -    |
| Всего                                | Всего                                | Всего                                | 991 679   | 100  |
| Зарегистрированных избирателей/ Явка | Зарегистрированных избирателей/ Явка | Зарегистрированных избирателей/ Явка | 1 261 127 | 78,6 |
| Источник: Election Resources         |                                      |                                      |           |      |

### Парламентские выборы
|                                       |                                                               |           |      |       |       |
| Партия                                | Партия                                                        | Голоса    | %    | Места | +/-   |
|                                       | Партия национального освобождения                             | 527 231   | 55,2 | 33    | +8    |
|                                       | Коалиция единства                                             | 277 998   | 29,1 | 17    | -9    |
|                                       | Объединённый народ                                            | 61 495    | 6,4  | 3     | +1    |
|                                       | Национальное движение                                         | 25 824    | 3,1  | 1     | новая |
|                                       | Демократическое действие Алахуэлы                             | 12 486    | 1,3  | 1     | новая |
|                                       | Национальная демократическая партия                           | 11 575    | 1,2  | 0     | новая |
|                                       | Партия аграрного союза Картаго                                | 7 235     | 0,8  | 0     | -1    |
|                                       | Коста-Риканская партия взаимопонимания                        | 5 014     | 0,5  | 0     | 0     |
|                                       | Независимая партия                                            | 4 671     | 0,5  | 0     | 0     |
|                                       | Истинная лимонская партия                                     | 3 893     | 0,4  | 0     | 0     |
|                                       | Партия народного действия                                     | 3 546     | 0,4  | 0     | новая |
|                                       | Демократическая партия                                        | 2 672     | 0,3  | 0     | 0     |
|                                       | Партия парламентарского союза Картаго                         | 1 047     | 0,1  | 0     | новая |
|                                       | Истинная пунтаренасская партия                                | 1 036     | 0,1  | 0     | 0     |
|                                       | Партия сельских рабочих                                       | 976       | 0,1  | 0     | новая |
|                                       | Национальная либеральная прогрессивная республиканская партия | 708       | 0,1  | 0     | новая |
| Недействительных/пустых бюллетеней    | Недействительных/пустых бюллетеней                            | 35 576    | -    | -     | -     |
| Всего                                 | Всего                                                         | 991 566   | 100  | 57    | 0     |
| Зарегистрированных избирателей / Явка | Зарегистрированных избирателей / Явка                         | 1 261 127 | 78,6 | -     | -     |
| Источники: TSE; Election Resources    |                                                               |           |      |       |       |